# Invisible Ghost
Invisible Ghost is een Amerikaanse horrorfilm uit 1941 onder regie van Joseph H. Lewis.

## Verhaal
Mijnheer Kessler is een zeer vakkundig hypnotiseur. Op een dag slaan de stoppen bij hem door en hij brengt zijn vrouw onder hypnose. Vervolgens laat hij haar verschillende vreselijke moorden begaan.

## Rolverdeling
| Acteur          | Personage        |
| --------------- | ---------------- |
| Béla Lugosi     | Mijnheer Kessler |
| Polly Ann Young | Virginia         |
| John McGuire    | Ralph / Paul     |
| Clarence Muse   | Evans            |
| Terry Walker    | Cecile           |
| Betty Compson   | Mevrouw Kessler  |
| Ernie Adams     | Jules            |
| George Pembroke | Williams         |
| Ottola Nesmith  | Mevrouw Mason    |
| Fred Kelsey     | Ryan             |
| Jack Mulhall    | Tim              |